# 希諾瓦鄉
44°32′N 22°47′E / 44.533°N 22.783°E
希諾瓦鄉（羅馬尼亞語：Comuna Hinova, Mehedinți），是羅馬尼亞的鄉份，位於該國西南部，由梅赫丁茨縣負責管轄，處於布加勒斯特以西260公里，每年平均降雨量1,043毫米，海拔高度59米，2007年人口2,795。